# Pemphigus tartareus
Pemphigus tartareus är en insektsart som beskrevs av Hottes och Theodore Henry Frison 1931. Pemphigus tartareus ingår i släktet Pemphigus och familjen långrörsbladlöss. Inga underarter finns listade i Catalogue of Life.